# 奧克希爾鎮區 (北達科他州巴恩斯縣)
奧克希爾鎮區（英語：Oakhill Township）是位於美國北達科他州巴恩斯縣的一個鎮區。

## 地方資料
奧克希爾鎮區的面積為91.93平方千米，當中陸地面積為91.72平方千米，而水域面積為0.21平方千米。根據2010年美國人口普查的數據，當地共有人口51人，而人口密度為每平方千米0.55人。